# رنفرو
latitudeرنفروlongitudeرنفرو
رنفرو (به انگلیسی: Renfrew) یک عوارض جغرافیایی در اسکاتلند است که در رنفروشر واقع شده‌است.

## خصوصیات
رنفرو ۲۰٬۲۵۱ نفر جمعیت دارد.